# Wo Gott der Herr nicht bei uns hält

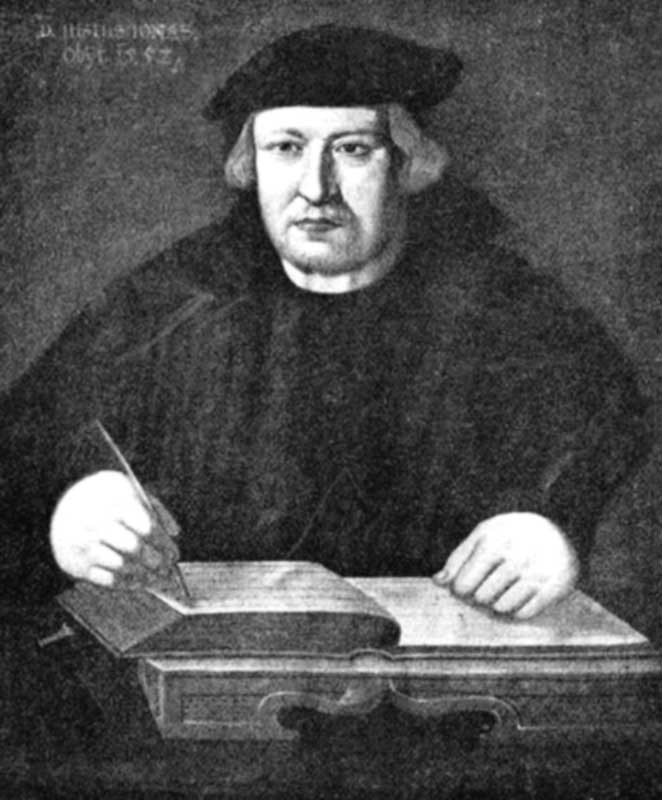
Justus Jonas, réformateur protestant luthérien, auteur du cantique

Wo Gott der Herr nicht bei uns hält (Si Dieu, le Seigneur, ne se tient pas près de nous) (BWV 178) est une cantate religieuses de Johann Sebastian Bach composée à Leipzig en 1724 pour le huitième dimanche après la Trinité.

## Histoire et livret
Bach compose la cantate lors de sa deuxième année passée à Leipzig pour le huitième dimanche après la Trinité. Pour cette destination liturgique, deux autres cantates ont franchi le seuil de la postérité : les BWV 45 et 136. Les lectures prescrites pour ce dimanche sont tirées de l'Épître aux Romains, « Pour tous ceux qui sont conduits par l'Esprit de Dieu, ils sont les fils de Dieu » (chapitre 8 : 12–17), et de l'Évangile selon Matthieu, l'avertissement contre les faux prophètes du Sermon sur la montagne (chapitre 7 : 15–23). Le texte de la cantate est basé sur le cantique Wo Gott der Herr nicht bei uns hält, publié en 1524 dans les « Geistliche Lieder » édités par Joseph Klug à Wittenberg en 1529 par le réformateur luthérien Justus Jonas comme paraphrase du psaume 124,. Le thème du psaume, le besoin d'une aide contre la rage des ennemis, correspond à l'Évangile. En comparaison d'autres cantates chorales de Bach de cette période, le poète inconnu garde une grande partie du texte original, six des huit strophes et en allonge deux avec un récitatif, afin d'être plus proche encore de l'Evangile. Il paraphrase seulement les strophes 3 et 6 par une aria chacune. Dans la dernière aria, qui est une déclaration d'opposition au rationalisme — les « termes ambigus des rationalistes, qui provoqueraient l'effondrement de tout l'édifice théologique luthérien » selon John Eliot Gardiner — le poète élargit les paroles du cantique des réformateurs, Vernunft kann das nicht fassen (« la raison ne peut le saisir »), et demande que la raison, décrite comme instable et frénétique, se taise.
Bach inaugure la cantate le 30 juillet 1724 comme huitième cantate chorale de son deuxième cycle annuel,.
Johann Nikolaus Forkel a emprunté les manuscrits des cantates chorales au fils de Bach, Friedemann, et copié deux des cantates, Es ist das Heil uns kommen her BWV 9, et cette cantate BWV 178,.
La Fantaisie de choral BWV 1128, découverte en 2008, est développée sur ce même cantique.

## Structure et instrumentation
La cantate est écrite pour deux hautbois, deux hautbois d'amour, deux violons, alto, cor de chasse doublant la mélodie du choral au soprano, basse continue, trois solistes (alto, ténor, basse) et chœur à quatre voix.
Il y a sept mouvements :
1. chœur : Wo Gott der Herr nicht bei uns hält
2. récitatif : Was Menschenkraft und -witz anfäht, alto
3. aria : Gleichwie die wilden Meereswellen, basse
4. choral : Sie stellen uns wie Ketzern nach, ténor
5. chœur et récitatif : Aufsperren sie den Rachen weit
6. aria : Schweig, schweig nur, taumelnde Vernunft, ténor
7. chœur : Die Feind sind all in deiner Hand

## Musique
Comme c'est le cas pour la plupart des cantates chorales de Bach, le chœur d'ouverture est une fantaisie chorale. L'air du choral a été publié en 1529 par un auteur anonyme à Wittenberg. La soprano chante la mélodie du choral  ligne après ligne, doublée par le cor, en tant que cantus firmus du concerto indépendant de l'orchestre,. Les cordes jouent des « rythmes pointés » et les hautbois des « cascades de croches » durant tout le mouvement, lui donnant un sentiment d'unité. Les voix graves chantent en partie en homophonie, et en partie en un mouvement indépendant similaire aux instruments. Bach utilise le contraste pour illustrer le texte dans les premières lignes, sans tenir compte de sa négation. Wo Gott der Herr nicht bei uns hält est disposé en homophonie et le dernier mot, hält (littéralement : « tient ») est tenu sur une longue note tandis que dans le wenn unsre Feinde toben" la rage des ennemis est représentée par des rythmes pointés et des courses rapides. Lorsque le « stolen » de la forme bar est répété dans les lignes suivantes, bach répète aussi la musique, bien qu'elle ne reprenne pas le texte.
Dans le choral et le récitatif suivant, Bach distingue les lignes du choral de celles du récitatif secco par une ligne continue sur un motif répété qui provient du début de la ligne mélodique correspondante décrite comme ayant une « forme au rythme compressé... quatre fois plus rapide ».
La première aria montre l'image du « ressac de la mer sauvage » en mouvements ondulants de la voix, dans la partie obbligato des violons à l'unisson et dans le continuo. La voix de basse doit chanter de difficiles coloratures sur les mots Meereswellen et surtout zerscheitern (« faire naufrage »).
Le centre de la cantate est une strophe inchangée du choral, la mélodie sans ornementations de l'alto est accompagnée par le hautbois d'amour et le continuo en tant que partenaires égaux.
Dans le 5e mouvement, Bach distingue le choral et le récitatif différemment du 2e mouvement. Les lignes du choral sont disposées en quatre parties et les récitatifs sont donnés à différents chanteurs individuels dans la séquence, basse, ténor, alto, basse. Le continuo unifie le mouvement en un mouvement régulier constant et indépendant sur des motifs basés sur des triades.
Dans la dernière aria, Bach invente pour les cordes un cadre qui illustre l'instabilité de la « raison frénétique » en un rythme syncopé, interrompu par des accords sur l'appel répété schweig (« tais-toi »). Le drame de l'aria s'apaise seulement à la fin de la section du milieu, lorsque les mots so werden sie mit Trost erquicket (« La consolation les fera renaître ») sont donnés par un point d'orgue et l'indication adagio. La cantate se termine avec deux strophes du choral disposées en quatre parties.

## Sources
- (en) Cet article est partiellement ou en totalité issu de l’article de Wikipédia en anglais intitulé « Wo Gott der Herr nicht bei uns hält, BWV 178 » (voir la liste des auteurs).
- Gilles Cantagrel, Les cantates de J.-S. Bach, Paris, Fayard, mars 2010, 1665 p.  (ISBN 978-2-213-64434-9)